# 24A busz (Bécs)
A bécsi 24A jelzésű autóbuszok a Kagraner Platz U és a Neußling között közlekednek. A vonalon csuklós Mercedes-Benz Citaro autóbuszok járnak. A járműveket a Leopoldau garázs adja ki.

## Története
A járat első üzemnapja 1974. június 29. 1982. szeptember 4-e óta a buszok Kagran metróállomásról indulnak. Az U1-es metró Leopoldau felé meghosszabbított szakaszát 2006. szeptember 2-án adták át, ezt követően a járat belső végállomását egy metróállomással kijjebb tették, a Kagraner Platzra.
A járműveket a Wiener Linien 2007-ig a Vorgarten garázsban tárolta, majd a Leopoldau buszgarázs megnyitása után a kocsikat már az utóbbi létesítményben tárolják.
Régen szóló buszok jártak a vonalon, mint a Gräf & Steyr LU 200 vagy NL 205. A közelmúltban[mikor?] már MAN Lion’s City G-k közlekedtek, majd az új buszok érkeztével már csak Citaro G-k járnak a vonalon.